# (895) Helio
(895) Helio ist ein Asteroid des Hauptgürtels, der am 11. Juli 1918 vom deutschen Astronomen Max Wolf in Heidelberg entdeckt wurde.
Der Asteroid wurde nach dem chemischen Element und Edelgas Helium benannt.